# Chr. K.F. Molbech
Christian Knud Frederik Molbech, född 20 juli 1821 i Köpenhamn, död 20 maj 1888 i Köpenhamn, var en dansk författare, son till Christian Molbech.
Molbech blev student 1839 samt ägnade sig åt estetiska studier och diktarverksamhet. Redan 1840 vann han universitetets guldmedalj för en estetisk avhandling och utgav samma år diktcykeln Billeder af Jesu liv. 
Kort därefter utkom de romantiska dramerna Klinte-kongens brud (1845) och Venusbjerget (samma år), båda uppförda på kungliga teatern, 1848 en livlig reseskildring, En maaned i Spanien (2:a upplagan 1855), och 1852 en lyrisk diktsamling, Damring (3:e upplagan 1856), som vann en mycket stor spridning. 
Men den skarpa kritik, som J.L. Heiberg underkastade hans sorgespel Dante (1852; uppfört med bifall 1888), förmådde honom att under en längre tid hålla sig tillbaka som skald. I stället utförde han en ypperlig översättning av Dantes "Commedia divina" (1851-63; 4:e upplagan 1908-09) med utförliga inledningar och anmärkningar. 
Åren 1853-64 var Molbech professor i Kiel i danska språket och litteraturen samt därefter under en följd av år medarbetare i "Dagbladet"; han utgav 1873 en samling av sina politiska och kritiska artiklar under titeln Fra danaïdernes kar. Därjämte översatte han flera franska skådespel samt författade 1875 Renteskriveren, ett lustspel eller en holbergsk studie, som han kallade det. 
År 1878 kom skådespelet Ambrosius (om Ambrosius Stub), som gjorde utomordentlig lycka (15:e upplagan 1909; repertoarstycke även i Stockholm samt översatt till tyska, franska och engelska). Detta följdes sedermera av Faraos ring (1879) och Opad (1881), men intetdera vann samma framgång. År 1879 utkom en samlad upplaga av Molbechs dikter (2 band). 
Åren 1871-81 var han censor vid kungliga teatern i Köpenhamn. År 1879 blev han filosofie hedersdoktor vid Köpenhamns universitet. Hans efterlämnade Digte utkom 1888 och hans brevväxling med Hans Brøchner (från åren 1825-45) 1902.

## Utmärkelser
- Riddare av Dannebrogorden,  1887[2]

[Redigera Wikidata]